# Tessmannia baikiaeoides
Tessmannia baikiaeoides är en ärtväxtart som beskrevs av John Hutchinson och John McEwan Dalziel. Tessmannia baikiaeoides ingår i släktet Tessmannia och familjen ärtväxter. Inga underarter finns listade i Catalogue of Life.